# 藤村悠樹
藤村 悠樹（ふじむら ゆうき、6月1日 - ）は、日本の女性声優。以前はプロダクション・エースに所属していた。東京都出身。

## 出演作品

### テレビアニメ
- サザエさん

### OVA
- 世界一初恋 〜小野寺律の場合〜（編集者A）

### 吹き替え
- アーロン・ストーン（アルコフ）
- アドベンチャーランドへようこそ（ロニー）
- オーファン
- しあわせの処方箋
- ジーク & ルーサー（女子高生）
- シークレット・アイドル ハンナ・モンタナ（ステファニー、エド）
- チャームド 〜魔女3姉妹〜
- ドルフラングレンのガーディアン（秘書）
- ナース・ジャッキー（ベス）
- 人間狩り（ヒッピー）
- バイオウルフ（トリシュ）
- 爆音家族
- 2日間で上手に彼女にナル方法（エイミー）
- フラッシュポイント第2シーズン（ウィニー）
- レバレッジ 〜詐欺師たちの流儀（マーシー）